# Ozyorsk
Ozyorsk é uma cidade fechada no oblast de Tcheliabinsk, que cresceu à volta do complexo industrial Mayak, construído em 1945. Antes de 1994, teve os nomes Chelyabinsk-40 e Chelyabinsk-65. Tem 77808 habitantes (2021).
Ozyorsk foi o local de nascimento do programa de armas nucleares da Rússia. Diversos despejos de material radioativo no rio Techa e no lago Karachai, nas imediações da cidade, e o desastre de Kyshtym, ocorrido em 1957, contaminaram a região, sendo ainda uma das zonas mais poluídas do mundo.